# 371 v.Chr.
Het jaar 371 v.Chr. is een jaartal volgens de christelijke jaartelling. 

## Gebeurtenissen

### Griekenland
- Sparta en Athene voeren vredesonderhandelingen, Thebe wordt niet in de alliantie geaccepteerd.
- Het Spartaanse leger en bondgenoten onder Cleombrotus I marcheert Boeotië binnen en slaat hun legerkamp op bij Leuctra in de omgeving van Thebe.
- Slag bij Leuctra: Het Thebaanse leger onder Epaminondas verslaat de Spartanen, dit dankzij de invoering van de scheve falanx. In de veldslag sneuvelt Cleombrotus I en speelt de Heilige Schare een heldhaftige rol in de gevechten.
- Epaminondas laat Mantinea herbouwen en de Arcadische hoofdstad Megalopolis wordt gesticht.
- De Arcadische Bond wordt opgericht, tientallen stadstaten worden samengevoegd in een verbond tegen Sparta.
- Volgens Aristoteles heeft Sparta nog maar 1500 inwoners. Deze achteruitgang komt door oorlogshandelingen, maar ook door de manier waarop de Spartanen hun nakomelingen selecteren en grootbrengen: de Spartaanse opvoeding.
- Agesipolis II volgt zijn vader Cleombrotus I op als koning van Sparta.

## Geboren
- Theophrastus (~371 v.Chr. - ~287 v.Chr.), Grieks filosoof

## Overleden
- Cleombrotus I, koning van Sparta